# Guru (rapper)
 For alternative betydninger, se Guru (flertydig). (Se også artikler, som begynder med Guru)
Guru, kunstnernavn for Keith Edward Elam (17. juli 1961 i Boston, Massachusetts – 19. april 2010), var en amerikansk rapper.
Han var den ene halvdel af hip-hop gruppen Gang Starr, hvor den anden halvdel var DJ Premier, som er producer og DJ.
Han var kendt for sit monotone flow og rappede selv følgende på nummeret "Moment of Truth" fra albummet af samme navn: "The king of monotone, with my own throne"
Navnet Guru er et såkaldt backronym og står for "Gifted Unlimited Rhymes Universal" og den knap så brugte "God is Universal, he is the Ruler Universal".
Guru døde af kræft i 2010 efter længere tid i koma.

## Jazzmatazz
Guru udgav i 1993 Jazzmatazz Vol. 1, et album der fusionerer hiphop og jazz over tolv skæringer. Indholdet på albummet er primært Gurus rap hen over jazzbeats, men han fik også selskab af blandt andre N'dea Davenport og Carleen Anderson fra Brand New Heavies og den franske rapper MC Solaar. Musikken blev leveret af blandt andre Lonnie Liston Smith, Branford Marsalis, Ronny Jordan, Donald Byrd og Roy Ayers.
I Jazzmatazz-serien er der i alt udgivet fire album:
- Jazzmatazz, Vol. 1
- Jazzmatazz, Vol. 2: The New Reality
- Jazzmatazz, Vol. 3: Street Soul
- Jazzmatazz, Vol. 4: The Hip-Hop Jazz Messenger: Back To The Future